# Universitatea din Varșovia
Universitatea din Varșovia (poloneză Uniwersytet Warszawski) este localizată în capitală Varșovia, Polonia, fiind cea mai mare universitate din Polonia. Are 6.000 angajați din care 3.100 cadre universitare. Asigură cursuri pentru 56.000 studenți (dintre care peste 9200 studii postuniversitare și de doctorat). Universitatea oferă 37 diferite domenii de studii și peste 100 de specializări în tehnică, științele naturii și științe umanistice.  
Universitatea din Varșovia în 2010 și 2011 a fost declarată cea mai bună universitate de către revista Perspektywy.

## Absolvenți notabili

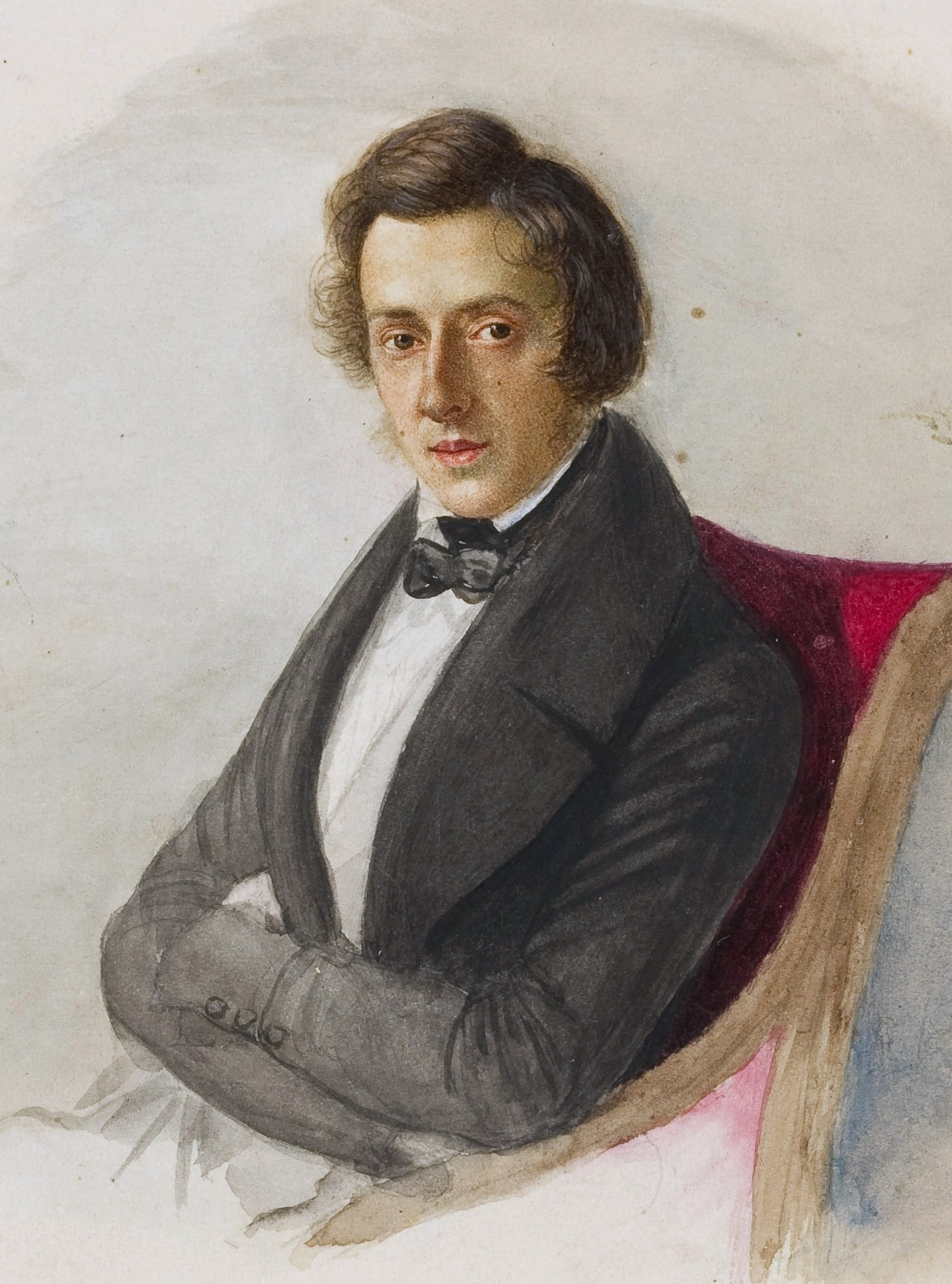
Frédéric Chopin

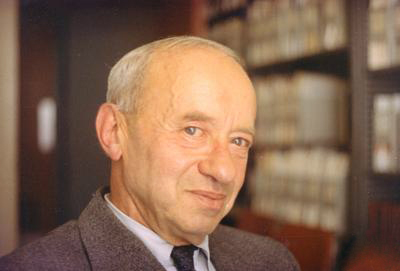
Alfred Tarski

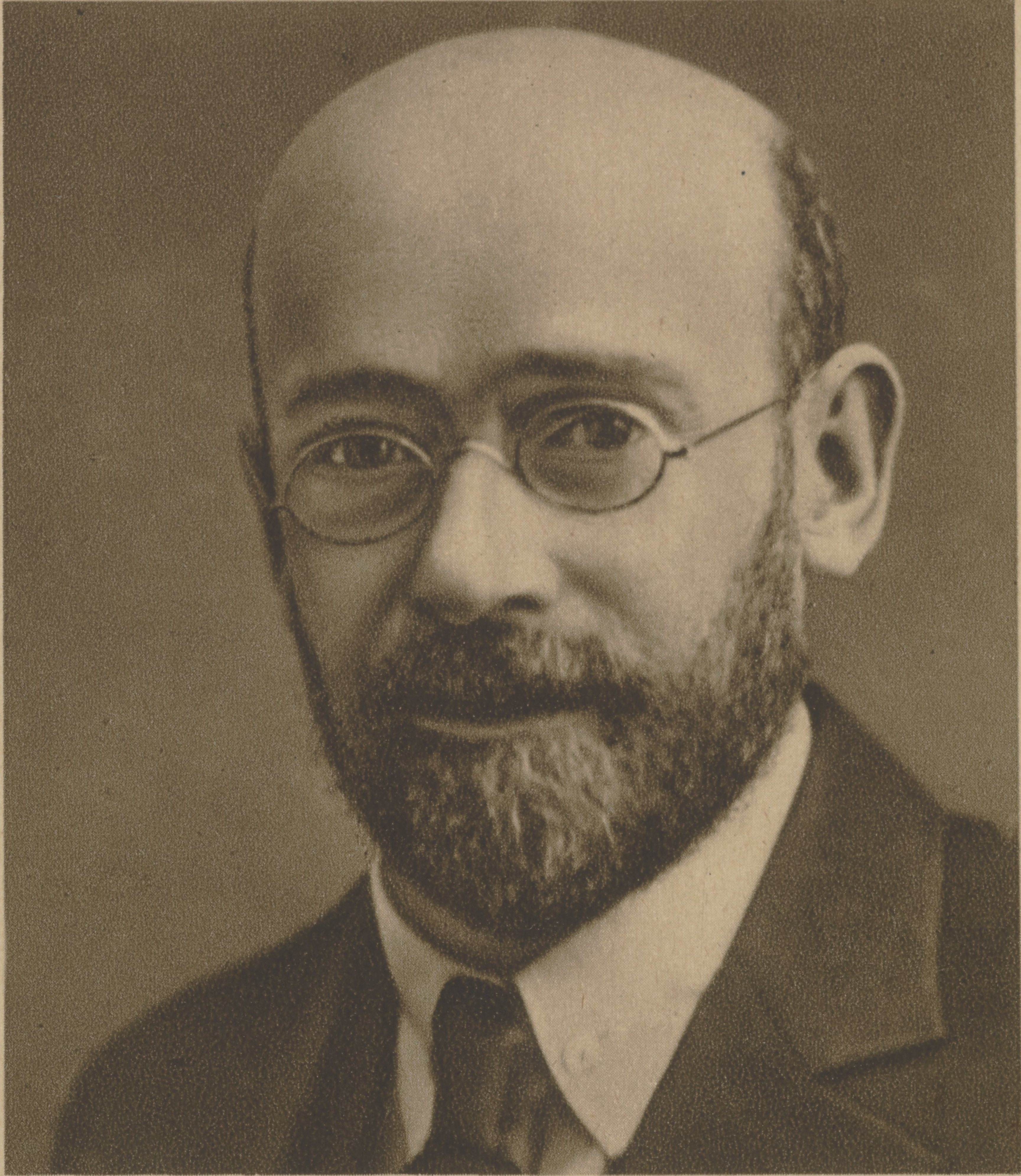
Janusz Korczak

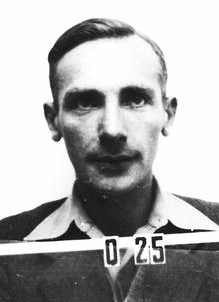
Josef Rotblat

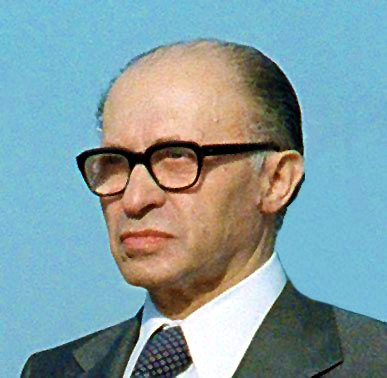
Menachem Beghin

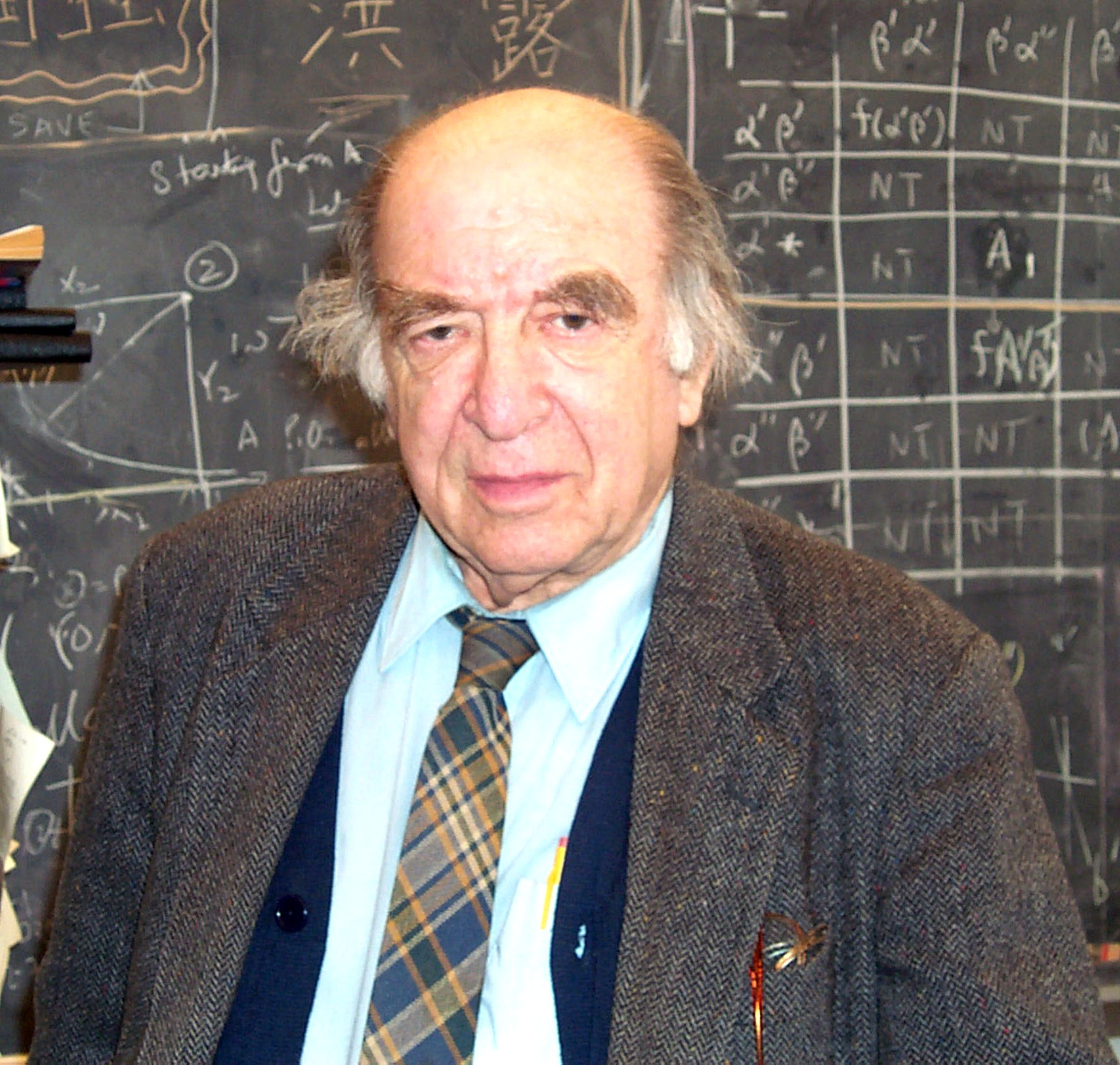
Leonid Hurwicz

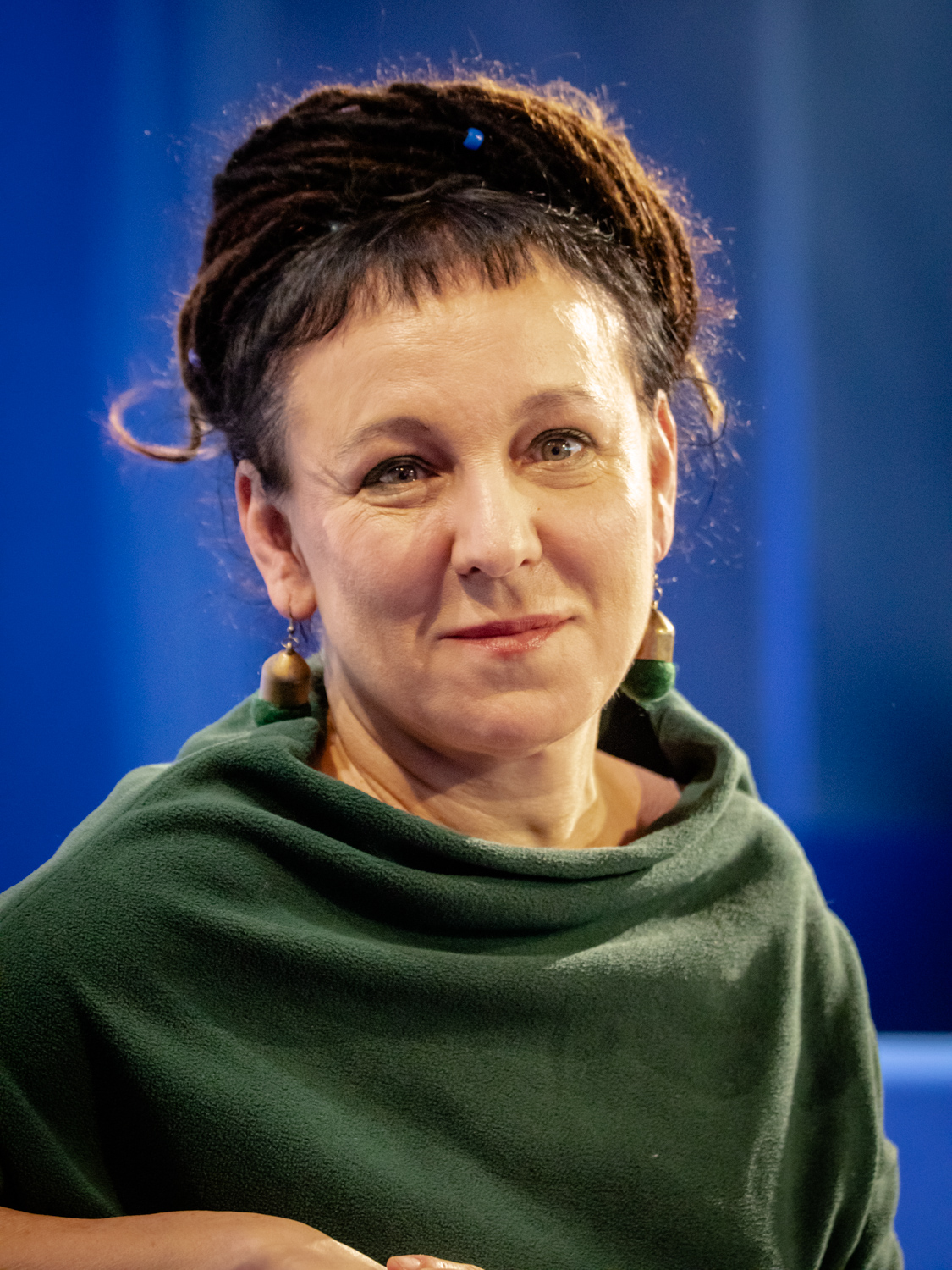
Olga_Tokarczuk

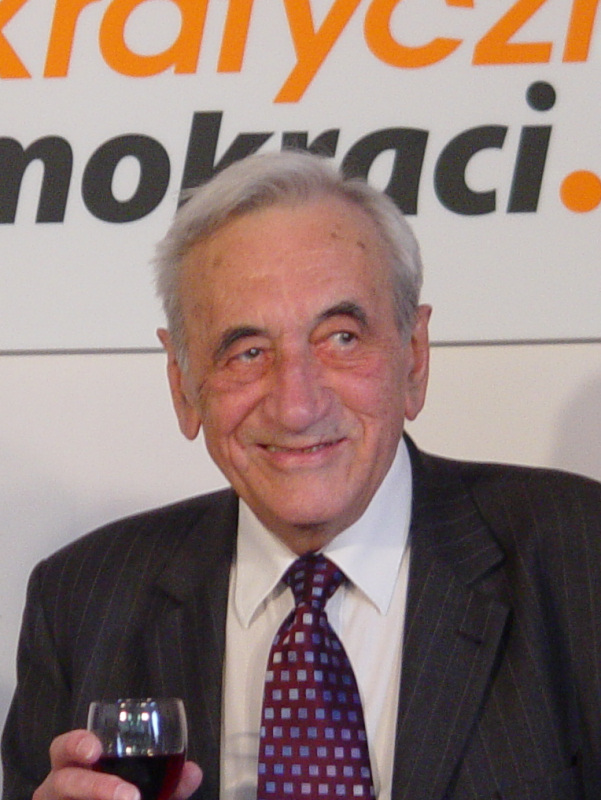
Tadeusz_Mazowiecki

- Jerzy Andrzejewski (1909–1983), scriitor
- Krzysztof Kamil Baczyński (1921–1944), poet, soldat Armia Krajowa ucis în Revolta din Varșovia
- Menachem Begin (1913–1992), sionist, cel de-al 6-lea prim-ministru al Israel-ului (1977–1983), laureat al Premiului Nobel pentru Pace (1978)
- Emanuel Ringelblum (1900-1944), istoric
- Tadeusz Borowski (1922–1951), poet, scriitor
- Kazimierz Brandys (1916–2000), scriitor
- Marian Brandys (1912–1998), scriitor, jurnalist
- Fryderyk Chopin (1810–1849), pianist, compozitor
- Włodzimierz Cimoszewicz (n. 1950), politician, prim-ministru al Poloniei (1996–1997), Mareșal al Sejm-ului (2005)
- Joseph Epstein (1911–1944), lider comunist al rezistenței franceze
- Bronisław Geremek (1932–2008), istoric, politician
- Witold Gombrowicz (1904–1969), scriitor
- Hanna Gronkiewicz-Waltz (n. 1952), politician, președinte al Băncii Naționala a Poloniei (1992–2001), Primarul Varșoviei (2006-2018)
- Jan T. Gross (n. 1947), istoric, scriitor, profesor la Universitatea Princeton
- Gustaw Herling-Grudziński (1919–2000), jurnalist, scriitor, supraviețuitor al GULag-ului
- Zofia Helman (n. 1937), muzicolog polonez
- Leonid Hurwicz (1917–2008), economist, matematician, laureat al Premiului Nobel pentru economie (2007)
- Czesław Janczarski (1911–1971), poet și traducător al literaturii ruse
- Jarosław Kaczyński (n. 1949), politician, prim-ministru al Poloniei (2006–2007)
- Lech Kaczyński (1949–2010), politician, Primar al Varșoviei (2002–2005), Preșdinte al Poloniei (2005–2010)
- Aleksander Kamiński (1903–1978), scriitor,
- Ryszard Kapuściński (1932–2007), scriitor și jurnalist
- Mieczysław Karłowicz (1876–1909), compozitor
- Jan Karski (1914–2000), luptător în Rezistența poloneză
- Leszek Kołakowski (1927–2009), filozof, istoric of philosophy
- Bronisław Komorowski (n. 1952), politician, Marshal of the Sejm (2007–2010), Preșdinte al Poloniei (2010-2015)
- Alpha Oumar Konaré, (n. 1946), 3rd President of Mali (1992–2002)
- Wojciech Kopczuk (n. 1972), economist, profesor la Universitatea din Columbia
- Janusz Korczak (1878–1942), medic pediatru, pedagog, scriitor publicist și activist social.
- Janusz Korwin-Mikke (n. 1942),  politician conservator-liberal și jurnalist
- Marek Kotański (1942–2002), psiholog
- Jacek Kuroń (1934–2004), istoric, autor, și politician
- Jan Józef Lipski (1926–1991), istoric al literaturii, politician
- Jerzy Łojek (1932–1986), istoric, scriitor
- Tadeusz Mazowiecki (1927-2013), autor, jurnalist, Prim-ministru al Poloniei (1989–1991)
- Adam Michnik (n. 1946), jurnalist
- Karol Modzelewski (n. 1937), istoric, politician
- Jerzy Neyman (1894–1981), matematician, statistician, University of California profesor
- Jan Olszewski (n. 1930), avocat, politician, Prim-ministru al Poloniei (1991–1992)
- Janusz Onyszkiewicz (n. 1937), politician
- Maria Ossowska (1896–1974), sociologist
- Bolesław Piasecki (1915–1979), politician
- Bohdan Paczyński (1940–2007), astronom
- Longin Pastusiak (n. 1935), politician,  (2001–2005)
- Krzysztof Piesiewicz (n. 1945), avocat, screenwriter
- Adam Przeworski (n. 1940), analist politic, New York University profesor
- Bolesław Prus (1847–1912), scriitor
- Józef Rotblat (1908–2005), fizician, Laureat al Premiului Nobel pentru Pace (1995)
- Stefan Sarnowski (n. 1939), filozof
- Yitzhak Shamir (1915–2012), al 7-lea prim-ministru al Israelului (1983–1984 și 1986–1992) - nu a absolvit, a studiat numai în anul 1935 și a emigrat în Palestina
- Dmitry Strelnikoff (n. 1969), scriitor rus, biolog, jurnalist
- Alfred Tarski (1902–1982), logician, matematician
- Władysław Tatarkiewicz (1886–1980), filozof, istoric al esteticii
- Olga Tokarczuk (n. 1962), scriitor, Laureat al Premiul Nobel pentru Literatură (2018)
- Julian Tuwim (1894–1953), poet și scriitor
- Alfred Twardecki (n. 1962), arheolog, istoric al antichității, muzeolog
- Janusz Andrzej Zajdel (1938–1985), fizician și scriitor de literatură științifico-fantastică (science-fiction)
- Ludwik Zamenhof (1859–1917), medic, inventator al limbii Esperanto
- Maciej Zembaty (1944–2011), poet, scriitor, traducător al lucrărilor lui Leonard Cohen
- Florian Znaniecki (1882–1958), filozof și sociolog

## Departamente
1. Limbi aplicate și Filologia limbilor slave[4]
2. Științe sociale aplicate
3. Biologie[5]
4. Chimie[6]
5. Științe Economice[7]
6. Pedagogie
7. Geografie și studii regionale[8]
8. Geologie[9]
9. Istorie[10]
10. Journalism și Științe politice[11]
11. Drept și Administrație[12]
12. Management[13]
13. Mathematici, Informatică, și Mecanică[14]
14. Limbi moderne
15. Studii orientale[15]
16. Filozofie și sociologie[16]
17. Fizică [17]
18. Studii poloneze
19. Psihologie[18]